# Mopsella hicksoni
Mopsella hicksoni is een zachte koralensoort uit de familie van de Melithaeidae. De wetenschappelijke naam van de soort is voor het eerst geldig gepubliceerd in 1928 door Thorpe.